# کیپی ایشیدا
کیپی ایشیدا (انگلیسی: Kippei Ishida؛ زادهٔ ۲۸ آوریل ۲۰۰۰) بازیکن راگبی ۷ نفره اهل ژاپن است.